# Analisi termica dielettrica
L'analisi termica dielettrica (DETA, dall'inglese dielectric thermal analysis), o analisi dielettrica (DEA), è una tecnica che utilizza un campo elettrico oscillante per misurare la variazione della permittività in funzione della temperatura. La metodica si basa sul riorientamento dei dipoli del materiale oggetto di studio e sulla diffusione traslazionale di unità cariche mobili (come gli elettroni e gli ioni, che tendono a dirigersi verso gli elettrodi di carica opposta), con produzione di una corrente che presenterà un certo sfasamento.
I cambiamenti di permittività e polarizzabilità risultano più marcati e facilmente rilevabili in corrispondenza di una transizione di fase (ad esempio la transizione vetrosa, la fusione o la cristallizzazione) o transizione secondaria (meccanismi di rilassamento localizzato) rispetto a quanto osservato negli altri metodi di analisi termica focalizzati sulle variazioni di entalpia, volume o capacità termica.
L'analisi dielettrica è il metodo di riferimento secondo le norme ASTM E2038 ed E2039 per effettuare indagini sulla reticolazione dei polimeri termoindurenti. Essa inoltre può essere sfruttata per ricavare informazioni riguardanti la viscosità.

## Teoria
Applicando un campo elettrico E a un materiale posto tra due elettrodi, si ha in risposta la produzione di una corrente J che risulta legata al campo elettrico tramite la costante dielettrica complessa ε* del materiale secondo l'equazione
{\displaystyle J=i\omega \epsilon ^{*}\epsilon _{0}E}
dove i è l'unità immaginaria, ω è la frequenza di misurazione, ed ε0 è la costante dielettrica del vuoto.
La costante dielettrica complessa può essere separata in una parte reale e in una immaginaria nel seguente modo:
{\displaystyle \epsilon ^{*}=\epsilon '-i\epsilon ''}
dove ε' è la permittività relativa ed ε'' è il fattore di perdita relativo. 
La permittività relativa è una misura della polarizzazione elettrica del materiale in seguito all'applicazione del campo elettrico, mentre il fattore di perdita rappresenta l'energia richiesta per i moti molecolari (perdita di energia richiesta per l'orientamento dei dipoli molecolari e per la conduzione di corrente da parte delle specie ioniche). Sia ε' sia ε'' variano in funzione della frequenza di misurazione, della temperatura e della struttura del materiale.
Altro importante parametro di un'analisi dielettrica è la tangente di perdita (tan δ) definita dal rapporto ε''/ε'.